# Astacilla carlosteroi
Astacilla carlosteroi es una especie de crustáceo isópodo marino de la familia Arcturidae.

## Distribución geográfica
Se distribuye por las costas de Galicia.